# Ludi Lin
Ludi Lin (11 de noviembre de 1987) es un actor y modelo chino-canadiense, conocido por su papel de Zack Taylor, el Ranger Negro en la película de 2017 Power Rangers,por interpretar al guerrero acuático Murk en Aquaman (2018)y por interpretar a Liu Kang en la película de Mortal Kombat en el 2021.

## Vida personal
Lin nació en Fuzhou, China, y se mudó a Hong Kong a los 3 años. Ludi luego fue enviado a unos internados a los 9 años en Sídney, Australia, donde pasó la mayor parte de su juventud. Su acento era diferente cada vez que se mudaba, pero en Australia se le consideraba un extranjero. A los 17 años, emigró a Vancouver, Canadá para graduarse en la Universidad de Columbia Británica, donde estudió teatro y también cursó un grado en dietética y medicina. Ludi también estudió también estudió actuación en cine y televisión en Los Ángeles. En la actualidad reside en Vancouver y Pekín. Lin practica las artes marciales. 
Lin puede hablar con fluidez inglés, mandarín y cantonés.
Lin es muy atlético y se ha entrenado en snowboard, buceo, artes marciales como muay thai, jiu-Jitsu y lucha olímpica.

## Filmografía
| Año       | Título                    | Papel                      | Notas                          |
| --------- | ------------------------- | -------------------------- | ------------------------------ |
| 2011      | The Intruders             | Grant                      | Cortometraje                   |
| 2012      | The Shannon Entropy       | Holt                       | Cortometraje                   |
| 2012      | Loners                    | Loner                      | Cortometraje                   |
| 2012      | Stasis                    | Jake                       | Cortometraje                   |
| 2012      | Holiday Spin              | Clayton                    | Película de televisión         |
| 2014      | Marco Polo                | Batbayer                   | 1 episodio                     |
| 2014      | Monster Hunt              | Cazador de monstruos       |                                |
| 2017      | Power Rangers             | Zack Taylor / Ranger Negro |                                |
| 2018      | Aquaman                   | Murk                       |                                |
| 2019      | Black Mirror              | Lance                      | Episodio: Striking Vipers      |
| 2019      | In a New York Minute      | David Qiao                 |                                |
| 2020      | The Ghost Bride           | Lim Tian Bai               | 6 episodios                    |
| 2020      | Son of the South          | Derek Ang                  |                                |
| 2021      | Mortal Kombat             | Liu Kang                   |                                |
| 2021      | Aquaman: King of Atlantis | Murk                       | Voz, 1 episodio                |
| 2021–2022 | Kung Fu                   | Kerwin Tan                 | Rol regular (temporadas 1 y 2) |
| 2025      | Mortal Kombat 2           | Liu Kang                   |                                |